# Select (SQL)
Pour les articles homonymes, voir Select.
SELECT est une commande SQL qui permet d'extraire des données des tables d'une base de données relationnelle.
Une commande SELECT peut obtenir zéro ou plusieurs tuples provenant de tables et de vues. En raison de la nature déclarative du langage SQL, une commande SELECT décrit un jeu de résultats voulus, et non la manière de les obtenir. La base de données transforme donc la requête en un plan d’exécution de requête, qui peut varier dans le temps, en fonction de la version du serveur, ou du serveur utilisé.

## Forme basique
La commande SELECT a, classiquement, la syntaxe suivante :
```
SELECT
 
expr
 
[,
 
expr
 
...]

    
FROM
 
tables

    
WHERE
 
conditions

    
GROUP
 
BY
 
expr

    
HAVING
 
conditions

    
ORDER
 
BY
 
expr

    
LIMIT

```

Chaque implémentation de base de données relationnelle ajoute des fonctionnalités et variations spécifiques, cette syntaxe est donc particulièrement incomplète. Il est nécessaire de se référer à la documentation de l'implémentation utilisée afin d'obtenir une syntaxe détaillée.

Exemples de requête utilisant la table my_table contenant :
| col1 | col2 | col3 |
| ---- | ---- | ---- |
| foo  | bar  | 42   |
| foo  | baz  | 84   |

| col1 | col2 | col3 |
| ---- | ---- | ---- |
| foo  | bar  | 42   |
| foo  | baz  | 84   |

| col2 |
| ---- |
| bar  |
| baz  |

| col1 | col2 |
| ---- | ---- |
| foo  | baz  |

| SUM(col3) * 3 |
| ------------- |
| 378           |

### SELECT
La première partie de la syntaxe d'une requête SELECT permet de définir quelles colonnes doivent être extraites des tables, et éventuellement comment les valeurs de ces colonnes doivent être agrégées. Il est possible d'appliquer des opérateurs mathématiques à cette sélection, ou encore des fonctions proposées par le moteur de base de données tel que, par exemple, SUM, ou AVG. Enfin, lors d'un select, il est possible d'utiliser le joker '*' permettant de sélectionner toutes les colonnes d'une table. Lors d'une requête effectuée sur plusieurs table, il est possible de préciser sur quelles tables le joker s'applique, en préfixant le joker d'un nom de la table, par exemple : SELECT T1.*, T2.foo.
| 1 |
| - |
| 1 |

| Colonne1 |
| -------- |
| 1        |

| 1 * 2 | 3 + 4 | CONCAT("Hello ", "World") |
| ----- | ----- | ------------------------- |
| 2     | 7     | Hello World               |

### FROM
Le mot-clé FROM permet de définir quelles tables, vues, ou sous requêtes serviront de sources de données. C'est aussi dans la clause FROM qu'il est possible de définir des jointures entre tables.
Exemples :
```
SELECT
 
*
 
FROM
 
table1
,
 
table2

```

Cette requête renvoie toutes les combinaisons possibles des tuples des tables table1 et table2, c'est-à-dire que si table1 contient 1000 tuples et que table2 en contient 2000, le résultat sera de 2 000 000 tuples. Il est donc plus commun de joindre les tables grâce au mot-clé JOIN, permettant d'appliquer des conditions à la jointure entre les deux tables.
```
SELECT
 
table1
.
a
,
 
table2
.
b
 
FROM
 
table1
 
JOIN
 
table2
 
ON
 
table1
.
a
 
=
 
table2
.
a

```

Avec cette requête, seuls les tuples respectant la condition table1.a = table2.a seront sélectionnés.

### WHERE
Le mot-clé WHERE permet de définir les conditions de sélection des tuples. Différentes conditions peuvent être exprimées, et une équation peut ainsi être créée en reliant les différentes conditions par les mots clefs AND ou OR. Des parenthèses sont utilisables afin de déterminer l'ordre d'application des différentes conditions.
Exemple :
```
SELECT
 
field1
 
FROM
 
table1
 
WHERE
 
table1
.
field2
 
>
 
42
 
AND
 
table1
.
field3
 
=
 
"Gonzo"

```

### GROUP BY
Le mot-clé GROUP BY permet de définir, via des noms de colonnes ou des expressions, comment les résultats doivent être groupés. La présence d'un GROUP BY dans une requête implique généralement la présence de fonctions d’agrégation, tel que SUM(expr), AGV(expr) ou COUNT(expr) dans le SELECT.
Exemple en utilisant la table my_table contenant :
| col1 | col2 | col3 |
| ---- | ---- | ---- |
| foo  | bar  | 1    |
| foo  | baz  | 2    |
| bar  | bar  | 4    |
| bar  | baz  | 8    |

| col2 | COUNT(1) | AVG(col3) |
| ---- | -------- | --------- |
| bar  | 2        | 2.5       |
| baz  | 2        | 5         |

| COUNT(1) | AVG(col3) |
| -------- | --------- |
| 2        | 6         |
| 2        | 1.5       |

#### WITH ROLLUP
Cette option du GROUP BY rajoute une ligne supplémentaire au résultat, avec une agrégation sur son ensemble. Ex :
```
SELECT
 
col2
,
 
COUNT
(
1
),
 
AVG
(
col3
)
 
FROM
 
my_table
 
GROUP
 
BY
 
col2
 
WITH
 
ROLLUP

```

| col2 | COUNT(1) | AVG(col3) |
| ---- | -------- | --------- |
| bar  | 2        | 2.5       |
| baz  | 2        | 5         |
| null | 4        | 3.75      |

### HAVING
Le mot-clé HAVING permet de définir des conditions sur les résultats, agrégés, d'un GROUP BY. Il se différencie donc du WHERE par le fait que le WHERE est utilisé à la sélection des tuples avant le GROUP BY et que le HAVING est utilisé pour la sélection des tuples après agrégation par le GROUP BY.
Exemple en utilisant la table my_table contenant :
| col1 | col2 | col3 |
| ---- | ---- | ---- |
| foo  | bar  | 1    |
| foo  | baz  | 2    |
| bar  | bar  | 4    |
| bar  | baz  | 8    |
| bar  | foo  | 16   |

| col2 | COUNT(1) | AVG(col3) |
| ---- | -------- | --------- |
| bar  | 2        | 2.5       |
| baz  | 2        | 5         |

| col2 | count | sum |
| ---- | ----- | --- |
| baz  | 2     | 10  |

### ORDER BY
Le mot-clé ORDER BY permet de trier les résultats. Le tri est par défaut croissant, mais peut être décroissant en utilisant le mot-clé DESC. Il est possible de trier sur plusieurs champs, en cas d'égalité sur le premier champ, le second est utilisé et ainsi de suite.
Exemple :
```
SELECT
 
*
 
FROM
 
my_table
 
ORDER
 
BY
 
field1
 
ASC
,
 
field2
 
DESC
;

```

### Limiter le nombre de résultats
La manière de limiter le nombre de résultats d'une requête est dépendante du moteur utilisé, cependant la norme SQL:2008 définit la syntaxe suivante :
```
SELECT
 
*
 
FROM
 
table1
 
FETCH
 
FIRST
 
10
 
ROWS
 
ONLY

```